# K/DA
Le K/DA (IPA: [k eɪ d iː eɪ]) sono state un gruppo musicale virtuale K-pop al femminile composto composto da quattro versioni a tema dei personaggi di League of Legends Ahri, Akali, Evelynn e Kai'Sa. Le componenti delle (G)I-dle Miyeon e Soyeon hanno rispettivamente dato voce a Ahri e Akali, mentre Madison Beer è stata la voce di Evelynn e Jaira Burns di Kai'Sa; tuttavia in alcune circostanze le quattro sono state doppiate anche da altre artiste.
Il gruppo è stato concepito da Riot Games, la società videoludica dietro allo sviluppo di League of Legends, e presentato al campionato mondiale di League of Legends del 2018 con un'esibizione dal vivo in realtà aumentata del loro singolo di debutto, "Pop/Stars". Il video musicale della canzone caricato su YouTube è successivamente diventato virale, superando i 100 milioni di visualizzazioni in un mese, raggiungendo i 550 milioni a maggio 2023 e raggiungendo la vetta della classifica World Digital Song Sales di Billboard. Nel 2020, le K/DA hanno pubblicato il loro EP di debutto di cinque tracce All Out, che include il singolo pre-rilascio "The Baddest" e il singolo principale "More". Nel 2022, "Pop/Stars" è stato certificato disco di platino dalla Recording Industry Association of America (RIAA), rendendo le K/DA e le (G)I-dle i primi gruppi K-pop di ragazze della storia a raggiungere tale traguardo.
La concezione delle K/DA si basava sul desiderio di Riot di creare più contenuti musicali, con i personaggi scelti in base agli archetipi del K-pop. Il gruppo è stato creato per promuovere il campionato mondiale e vendere skin a tema su League of Legends. Le K/DA hanno in seguito raggiunto una popolarità significativa sia all'interno che all'esterno del fandom del videogioco e ricevuto ampio consenso dalla critica, in particolare per la loro performance durante il campionato e l'impatto del gaming sulla scena musicale.

## Carriera musicale

### Concezione e sviluppo
Il nome del gruppo è ispirato ad un acronimo utilizzato molto nei videogiochi competitivi, tra cui lo stesso League of Legends, che sta per K (kills/uccisioni), D (deaths/morti), A (assist/aiuti). La creazione delle K/DA è stata in parte dovuta al desiderio di Riot di rendere l'azienda «un'etichetta discografica a tutti gli effetti». Toa Dunn, capo della divisione musicale di Riot, ha affermato in un'intervista con Variety di ritenere le K/DA «il progetto musicale più coinvolgente che abbiamo mai realizzato».
Stando alle dichiarazioni del responsabile creativo del progetto Viranda Tantula: «Crediamo che ci sia una sovrapposizione enorme tra League of Legends, gli eSport in generale e l'industria musicale» motivo per il quale l'impresa ha investito «nella creazione del [loro] team musicale interno con uno studio creativo incentrato sugli artisti pieno di compositori, cantautori e produttori, così come persone in grado di eseguire tutti i servizi che vedresti in un'etichetta musicale standard, come distribuzione, A&R e promozione». Il responsabile creativo del video musicale di "Pop/Stars" Patrick Morales, la responsabile del design delle skin K/DA Janelle Jimenez e il capo della divizione musicale di Riot Toa Dunn sono stati i principali responsabili dell'ideazione delle K/DA, mentre le coreografie del gruppo sono state realizzate da Ellen Kim, Bailey Sok, Stevie Doré e Eileen Harman. Per incidere "Pop/Stars", Madison Beer è stata la prima ad essere coinvolta, seguita da Jaira Burns, mentre Miyeon e Soyeon sono state convocate successivamente poiché molti alla Riot erano fan delle (G)I-dle per «l'assetto che avrebbero dato alla canzone, soprattutto nella parte rap».
Le componenti del gruppo sono state selezionate dal roster di Campioni di League of Legends in quanto, stando a un sondaggio rivolto ai giocatori, sarebbero quelle che avrebbero impersonano meglio l'archetipo della "popstar". Stando a Morales, Ahri è stata la prima ad essere selezionata sia poiché già apparsa in veste di pop star in un video musicale del 2013 che per incarnare l'immagine della «leader bella e accattivante», contrapponendosi alla caratterizzazione da «diva selvaggia e provocatoria» di Evelynn e allo «spirito ribelle» rappresentato da Akali, mentre Kai'Sa è stata inclusa su raccomandazione di Jimenez in veste di «solitaria, forte ma silenziosa, che si esprimesse sul palco attraverso i suoi movimenti». Il team di sviluppo ha voluto dare diversità ai personaggi scelti, dando a ciascuna ha un archetipo ben definito che consentisse agli spettatori di identificare facilmente il loro membro preferito delle K/DA; stando a Jimenez: «I gruppi pop tendono ad avere una formula in cui ogni membro ha un proprio stile e personalità unico. Mi ci sono approcciata come se guardassi un classico team di anime, dove hai la leader, quella timida, quella vivace, ecc.» inoltre si sono assicurati che i personaggi scelti avessero ruoli diversi anche nel gioco e, realizzando "Pop/Stars", hanno tenuto da conto gli archetipi succitati visualizzando Akali come rapper e facendo cantare il pre-ritornello ad Ahri.

### Successo eAll Out(2018-2020)
Le K/DA vennero presentate al pubblico per la prima volta il 3 novembre 2018 in occasione del Campionato mondiale di League of Legends di Incheon col brano di debutto "Pop/Stars", una canzone bilingue con influenze sia del K-pop che del pop americano, eseguita in inglese da Beer e Burns, e sia in inglese che in coreano da Soyeon e Miyeon. Nel corso della cerimonia, le quattro cantanti si sono esibite ballando e cantando al fianco delle animazioni in realtà aumentata dei personaggi da loro doppiati. Le versioni in realtà aumentata dei personaggi potevano eseguire atti che un essere umano non sarebbe stato in grado di realizzare, come Ahri che volava sul palco, mentre un cantante in carne ed ossa mantiene «un certo elemento umano concreto» che non può ancora essere catturato da un artista virtuale.
Viranda Tantula ha scritto che «ci siamo lanciati in questo progetto con la vera voglia di rendere [la cerimonia] un momento 'League' fantastico per i giocatori, anche se uno in cui la fantasia che i Campioni siano nel mondo reale si realizzasse in un modo autentico che potesse convivere con gli altri nei loro settori (ad esempio, la canzone doveva essere in grado di reggere il confronto con altre canzoni pop, l'esibizione doveva essere all'altezza di altre esibizioni, ecc.)». Il video musicale ufficiale della canzone è stato rilasciato su YouTube il giorno stesso venendo visualizzato cinque milioni di volte in un solo giorno.
Secondo Sebastien Najand, compositore di "Pop/Stars", all'inizio è stata provata una demo completamente in inglese, seguita da una versione con molto più coreano, ma alla fine si è deciso di optare per «creare un mix di pop occidentale e K-Pop». Patrick Morales, il responsabile creativo del video musicale, ha affermato di volere che le K/DA esistessero «da qualche parte tra fantasia e realtà» Inizialmente il team era incerto sul tipo di musica che sarebbe stata più adatta al gruppo, a causa della grande varietà presente nel genere pop, ma alla fine si è optato per non usare un tema "carino" ispirato a un gruppo di idol ma piuttosto qualcosa di «moderno e audace» che combinasse «un po' di stile da strada con un tocco artigianale».
Il 27 agosto 2020 viene pubblicato il primo singolo, "The Baddest" cantato dalle (G)I-dle, Bea Miller e Wolftyla, come primo estratto dall'EP All Out. Il 28 ottobre dello stesso anno, viene reso pubblico anche il secondo singolo estratto, "More", con la partecipazione attiva di Seraphine, un altro personaggio del videogioco.
Il 6 novembre 2020, viene pubblicato l'EP contenente 5 tracce, tra cui brani cantanti da artisti come Kim Petras e Twice.
Le K/DA smisero di pubblicare musica a partire dal 2020.

## Altre apparizioni
Le skin K/DA di Ahri, Akali, Evelynn e Kai'Sa, che raffigurano i personaggi come appaiono nella band, sono disponibili per l'acquisto su League of Legends a scopo puramente estetico e con un valore di 1350 RP, valuta del videogioco equivalente a 10$. Le skin Prestige sono inizialmente state disponibili completando missioni speciali nel gioco, ma in seguito sono diventate reperibili solo tramite reroll delle skin o acquisto. La popolarità delle K/DA nel 2018 ha portato Riot a pubblicare un EP di cinque canzoni nel 2020 con nuove skin ispirate alla grafica del video musicale.
Le K/DA sono inoltre comparse nei giochi spin-off di League of Legends: League of Legends: Wild Rift, Legends of Runeterra e Teamfight Tactics.
Le canzoni delle K/DA sono presenti anche nei videogiochi Ubisoft Just Dance 2021, Just Dance 2022 e Just Dance 2023 Edition.
Qualche secondo della traccia "More" delle K/DA può essere sentita nel corso di un'anticipazione uscita alla fine del 2024 sul campionato mondiale di League of Legends del 2025.

## Accoglienza

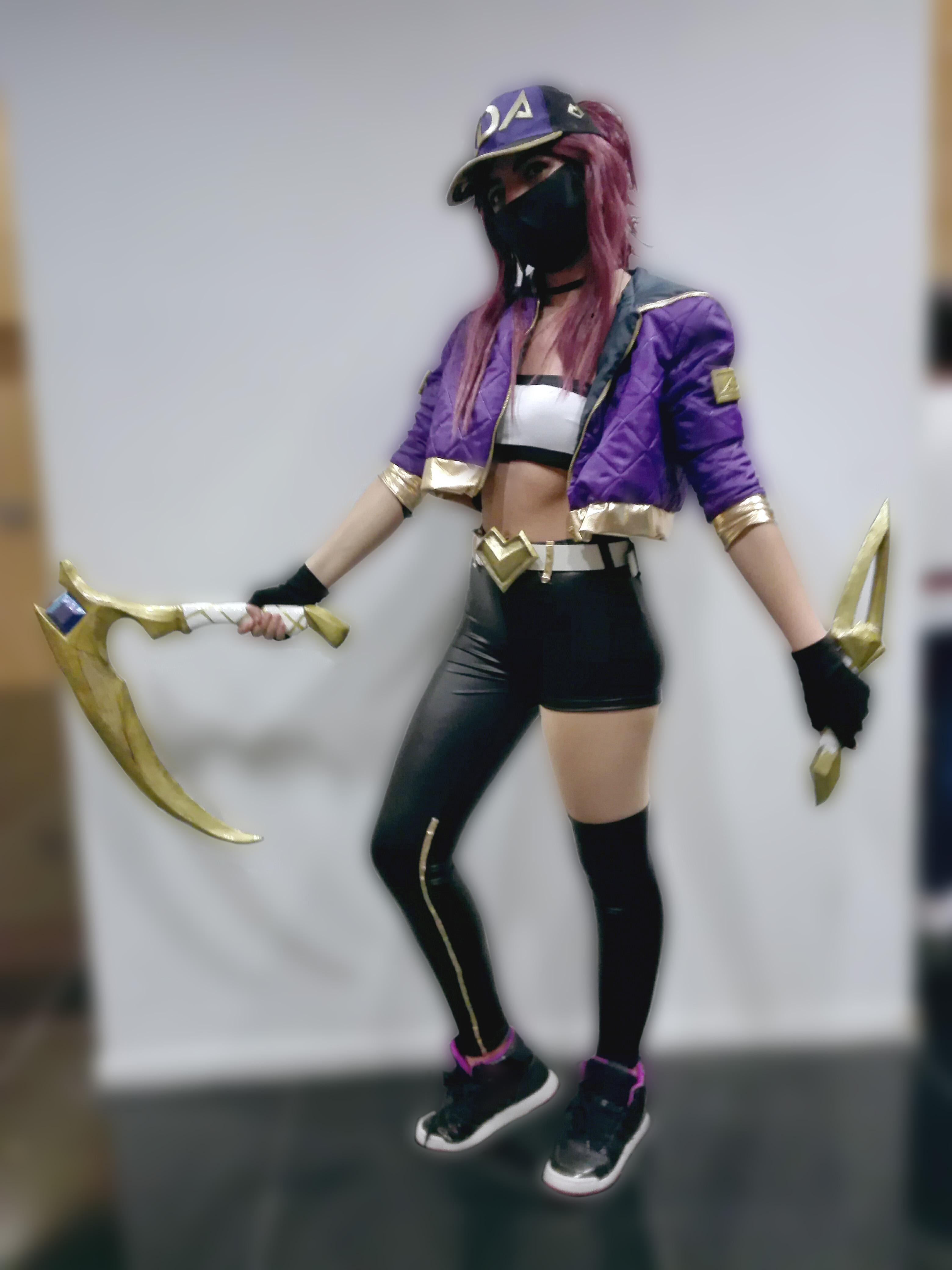
Cosplayer di Akali in versione K/DA

Le K/DA hanno raggiunto una popolarità significativa sia all'interno che all'esterno della community di League of Legends. Scrivendo per Dot Esports, Aaron Mickunas ha osservato che «Non ci è voluto molto perché le K/DA [...] inondassero completamente la comunità dei fan del gioco. Le componenti del gruppo sono state promosse su Reddit, Twitter, i forum del gioco, e Universe, la piattaforma di lore di League of Legends». "Pop/Stars" ha raggiunto posizioni alte nelle classifiche in molti Paesi diventando il quarto singolo di un gruppo K-pop femminile a raggiungere la prima posizione della World Digital Song Sales di Billboard, e il quinto singolo in assoluto di un progetto femminile a raggiungere tale posizione. La traccia si è inoltre classificata al decimo posto della Pop Digital Song Sales, al trentesimo piazzamento della Digital Song Sales, al primo posto nelle chart K-pop di Apple Music e al quinto delle classifiche pop. Stando a Nielsen Music, la canzone ha venduto 9 000 copie nella settimana di lancio.
Il video musicale "Pop/Stars" ha ricevuto 5 milioni di visualizzazioni entro 24 ore dal suo caricamento su YouTube, battendo il record del momento per il video musicale di debutto di un gruppo K-pop più visto entro 24 ore dalla pubblicazione, precedentemente detenuto da "La Vie en Rose" del gruppo femminile sudcoreano-giapponese Iz*One. Il video ha successivamente continuato a raccogliere visualizzazioni, ricevendone oltre 13 milioni entro 48 ore, diventato di tendenza sul sito e raggiungendo, il 2 aprile 2019, le 200 milioni di visualizzazioni. Benjamin Pu di NBC News ha scritto che «la popolarità della canzone evidenzia quanto i videogiochi siano diventati una forza culturale in Corea del Sud e in tutto il mondo».
La popolarità delle K/DA ha portato alla creazione di una grande quantità di fanart del gruppo, molte delle quali riguardanti la coppia Akali ed Evelynn, la coppia centrale nel video musicale di "Pop/Stars"; in particolare Akali ha riscontrato la maggior popolarità tra i fan all'interno del quartetto. Anche il cosplay dei membri del gruppo è divenuto molto popolare nella community, tanto che perfino la squadra eSport di League of Legends di Cloud9 si è travestita come le componenti delle K/DA nell'aprile 2019, mentre il giocatore di League of Legends professionista Sneaky ha pubblicato il proprio cosplay di Kai'Sa su Twitter ricevendo oltre 4.500 retweet e 23.700 mi piace in due giorni. Shannon Liao di The Verge ha scritto che attraverso le K/DA «Riot Games ha raggiunto un pubblico più vasto della tipica fan base di League», con ex-giocatori e nuovi giocatori che iniziano a giocare «perché il video [Pop/Stars] sembra talmente bello». Patrick Morales di Riot ha concordato, notando che l'impatto delle K/DA va oltre il semplice fandom di League, con «un commento ricorrente che tendo a vedere su YouTube e sui social media riguardo al video musicale è che "normalmente non mi interessa League/K-pop/gaming, ma le K/DA sono l'eccezione"».
"Pop/Stars" è stata anche aggiunta come canzone al gioco ritmico di realtà virtuale Beat Saber come download gratuito.

## Stile musicale
Secondo i creatori delle K/DA, il gruppo canta in inglese e coreano perché il loro stile vorrebbe essere una «fusione di musica occidentale e K-pop». Steven Asarch di Newsweek sostiene che le K/DA somigliano al gruppo EDM/K-pop Blackpink, mentre secondo Lucas Lockyer di Dazed la band sarebbe un incrocio fra le Girls Generation, le Little Mix e Hatsune Miku, domandandosi se stessero «guidando il futuro del pop virtuale» poiché «ciò che era essenzialmente un marketing promozionale creativo potrebbe essere l'avanguardia di un nuovo interessante ramo del pop [...] Forse con la tecnologia AR sviluppata, i personaggi potrebbero andare in tour come ologrammi senza l'aspetto fisico dei cantanti dietro di loro». Possibilità caldeggiata anche da Viranda Tantula, che l'ha definita un'idea divertente sebbene prima di considerarla voglia assicurarsi che «ci sia abbastanza musica di qualità per supportarla» e un motivo solido per provarla. Il team di sviluppo ha inoltre menzionato le 4Minute tra le principali fonti di ispirazione per la creazione del gruppo.

## Formazione

### Principale
- Ahri (Miyeon o Nayeon, Sana, Jihyo e Bekuh Boom) – voce
- Akali (Soyeon o Shannon Williams, Chaeyoung e Annika Wells) – voce
- Evelynn (Madison Beer o Bea Miller e Kim Petras) – voce
- Kai'Sa (Jaira Burns o Wolftyla e AlunaGeorge) – voce

### Collaborazioni
- Seraphine (Lexie Liu) - voce

## Discografia

### EP
- 2020 – All Out

### Singoli
- 2018 – Pop/Stars
- 2020 – The Baddest
- 2020 – More (con Seraphine)

## Riconoscimenti
- 2019 - Game Audio Network Guild Awards
  - Candidato - Migliore canzone originale[38]
- 2019 - Shorty Awards
  - Miglior gioco[39]
- 2020 - Premi QQ Music Boom Boom
  - Miglior idol visivo[40]
- 2021 - Hollywood Music in Media Awards
  - Miglior canzone in un videogioco[41][42]
- 2021 - Game Audio Network Guild Awards
  - Miglior canzone originale[43]
- 2021 - Shorty Awards
  - Candidato - Miglior gioco[44]
  - Candidato - Miglior video[44]
- 2021 - Webby Award
  - Miglior video musicale[45]